# 幽灵参属
幽灵参属（学名：Deima）为幽灵参科的一个属。

## 下级分类
本属包括以下物种：
- 强壮幽灵参 Deima validum Théel, 1879-01